# دکتر اسکیم
دکتر اسکیم (DrScheme) یک نرم‌افزار رایگان است در یک محیط تأثیرگذار برای زبان برنامه‌نویسی اسکیم که دارای فضای ترسیمی کار بر است. این قسمت اصلی از PLT Scheme هست که شامل تمامی اجزا از R5RS به همراه بسط (extension) مهم و معنی است و اسکیم امروزه به صورت گسترده‌ای در میان دروس کامپیوتر که مربوط به نقشه طرح کردن می‌شود رواج دارد و تحصین می‌شود به خاطر سادگی آن برای برنامه نویسان مبتدی. دکتر اسکیم ساخته شده MzScheme و MrEd است که خود جزءی از PLT Scheme هستند.

## خصوصیات
این ویرایشگر منابع کدها را برای ترکیب (syntax)، اشتباهات، پرانتزهای نظیر هم، اشکال زدایی کردن (Debugger) و مراحل جبری را با رنگ و سایز دیگری مشخص می‌کند. یکی از خصوصیات خوب آن دارا بودن آن از چند سطحی بودن زبانش (دانشجوی مبتدی، دانشجوی متوسط و غیره) و همین‌طور دارای پشتیبانی کامل از کتابخانه است و دارای ابزار پیشرفته تجزیه و تحلیل برای برنامه نویسان پیشرفته است. این برنامه دست یابی کامل دارد در زمینه‌های حساس به یک پیوند بزرگ اضافه که میز کمک "Help Desk" نام دارد.

## قابلیت‌های انتقال
دکتر اسکیم قابل استفاده در ویندوز (۹۵ به بالا)، مکینتاش و یونیکس می‌باشد.